# Исследование сифилиса в Таскиги
Исследование сифилиса в Таски́ги — негуманный медицинский эксперимент, длившийся с 1932 по 1972 год в городе Таскиги, Алабама, США. Исследование проводилось под эгидой Службы общественного здравоохранения США (PHS) и имело целью провести опыты на людях, исследовав все стадии заболевания сифилисом на 600 испольщиках из числа бедного афроамериканского населения (из них 200 не были больны сифилисом). 
К 1947 году пенициллин стал стандартным методом лечения сифилиса, но больным не сообщали об этом. Вместо этого учёные продолжили исследования, скрыв информацию о пенициллине от пациентов. Кроме того, учёные следили, чтобы участники исследования не получили доступ к лечению сифилиса в других больницах. Исследование продолжалось до 1972 года, когда утечка в прессу привела к его прекращению. В результате многие люди пострадали, многие умерли от сифилиса, заразив своих жён и детей, рождённых с врождённым сифилисом.
Этот эксперимент называют длиннейшим в истории медицины исследованием на людях, проводившимся не для терапевтических целей, «наиболее ярким символическим источником подозрительности чёрных [к белым] в двадцатом веке», а также «метафорой опасности расизма и бесконтрольной власти правительства и медицины в клинических испытаниях».

## История
Подразделение венерических заболеваний Службы общественного здравоохранения образовало группу по исследованию сифилиса в своей национальной штаб-квартире. Доктор Кларк Талиаферро был зачислен в неё с самого начала. Его первоначальная идея заключалась в подборе группы чернокожих, которые больны сифилисом от 6 до 9 месяцев, а затем наблюдению за фазами развития их болезни. Вышел в отставку через год после начала исследований.

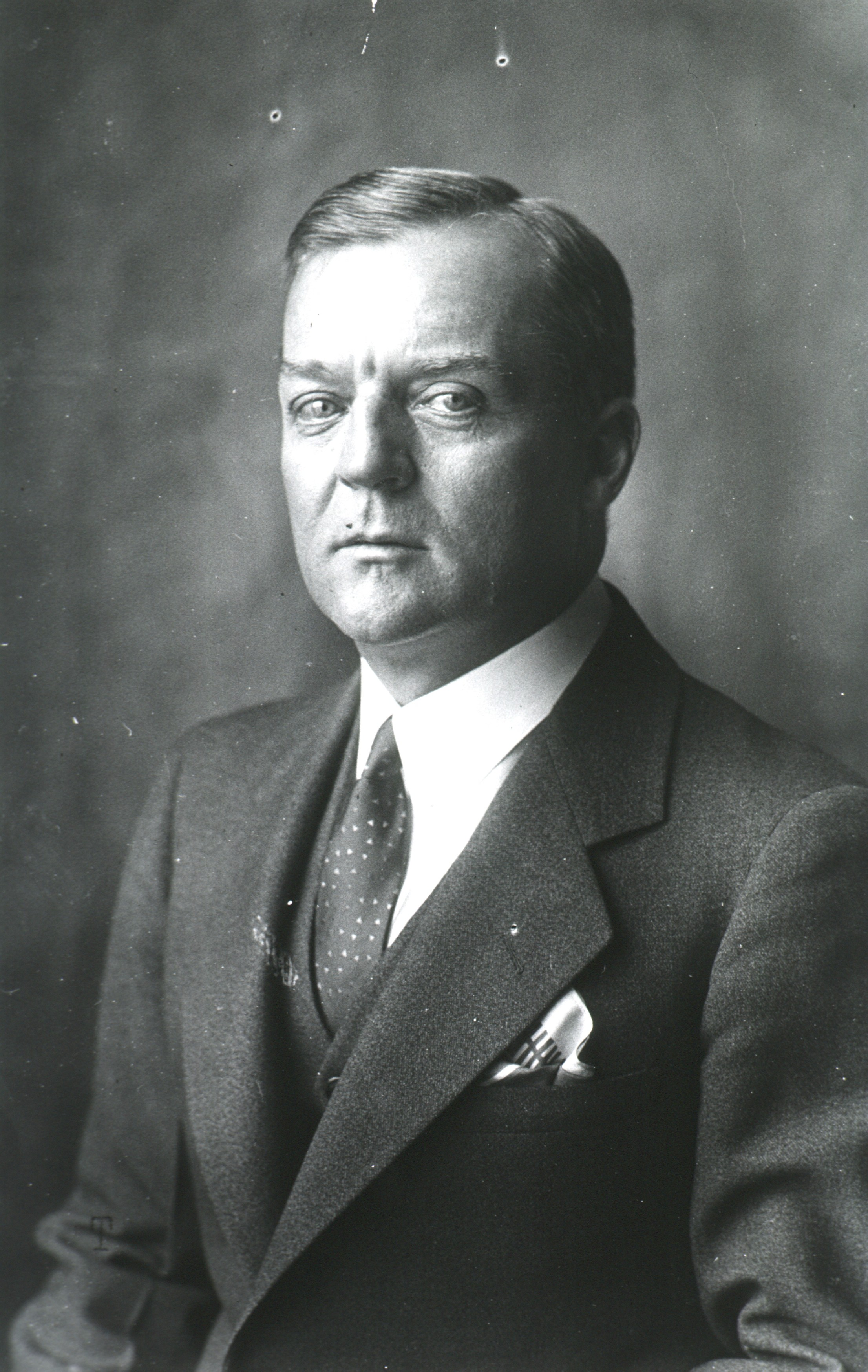
Доктор Оливер Венгер

Он пригласил принять участие в эксперименте врачей Юджина Диббла и Оливера Венгера, которые в дальнейшем и разработали все процедуры исследований.
Венгер и его сотрудники сыграли решающую роль в развитии ранних методов исследования. Венгер продолжал консультировать и оказывать помощь исследованию даже когда оно превратилось в долгосрочный исследовательский проект.
Доктор Раймонд Вондерлер был назначен на место директора программы исследований и разработал политику, которая определяла долгосрочные последующие действия проекта. Например, он решил получить «согласие» пациентов на спинномозговую пункцию (для поиска признаков нейросифилиса), изображая её как полезный шанс в лечении. Доктор Раймонд Вондерлер вышел в отставку начальником отдела венерических заболеваний в 1943 году, вскоре после того как пенициллин был впервые применён для лечения сифилиса.

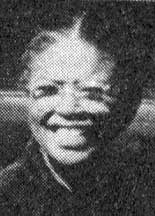
Медсестра Юнис Риверс

Медсестра Юнис Риверс, афроамериканка, также была привлечена к проекту в самом начале. Доктор Вондерлер специально настаивал на её работе в проекте для того, чтобы пациенты больше доверяли докторам. Итак, во время Великой депрессии они стали предлагать малообеспеченным чёрным, у которых не было медицинской страховки из-за их бедности, присоединиться к «Сообществу мисс Риверс». Вступившие в него пациенты получали бесплатный проезд до больницы, питание там и лечение от лёгких болезней.
Когда исследование стало многолетним проектом, медсестра Юнис Риверс заняла в нём ведущее место, так как менялись директора клиники и начальники Службы общественного здравоохранения, а она продолжала работать в проекте на протяжении 40 лет.

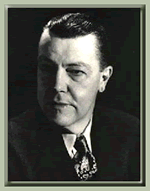
Доктор Раймонд Вондерлер

К концу 1940 годов врачи по всей Америке уже использовали пенициллин для лечения сифилиса. Однако несмотря на это, никто не вылечил пациентов, и «Исследование в Таскиги» продолжалось. После Второй мировой войны в результате открытия фактов о нацистских медицинских экспериментах произошло изменение в международном праве. Был принят Нюрнбергский кодекс, который определял права объектов медицинских исследований. Но никто не пересмотрел принципы исследования в соответствии с ним. В 1972 году данные об исследовании были доведены до сведения общественности через публикацию в газетах The Washington Star и The New York Times.
Но доктор Хеллер, начальник отдела венерических болезней Службы общественного здравоохранения, по-прежнему защищал этичность исследования, заявив:

Статус этих людей не вызывал этических дебатов. Они были объектами, а не пациентами, клиническим материалом, а не больными людьми.
Оригинальный текст (англ.)The men's status did not warrant ethical debate. They were subjects, not patients; clinical material, not sick people.

## Детали исследования

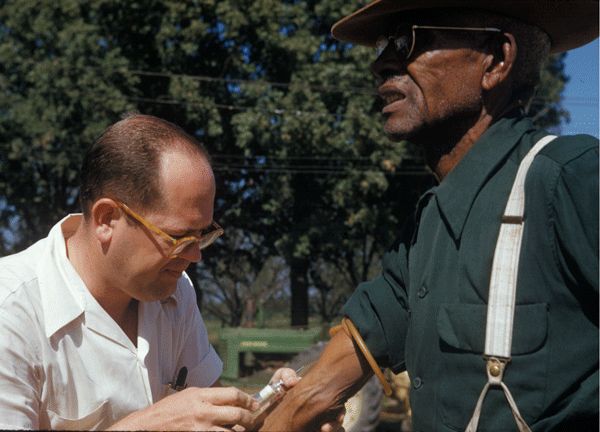
Врач вводит подопытному плацебо.

Исследование началось как клиническое исследование заболеваемости сифилисом среди населения округа Мейкон. Сначала заболевшие изучались в течение шести-восьми месяцев, затем начиналось лечение известными на тот момент методами, включая сальварсан, ртутные мази и препараты висмута. Эти методы были, в лучшем случае, слабо эффективными; все они были весьма токсичны, но других в то время не было вообще.
Первоначально целью исследования была помощь бедному чернокожему населению. В исследовании также принимали участие местные чёрные доктора и фонд Розенвальда, который оплачивал часть затрат на лечение больных. Для исследования были сформированы 2 группы людей: одна — из больных сифилисом и вторая — контрольная группа, состоявшая из здоровых людей. В первой группе было 399 человек, а во второй — 201.
В результате начала великой депрессии в США фонд Розенвальда отозвал своё предложение о финансировании исследований. Это чуть не привело к закрытию программы, так как не на что было закупать лекарства для первого этапа лечения. Но после совещания врачей было принято решение продолжать обследования, чтобы собрать материал по течению и осложнениям сифилиса.

## Прекращение исследований

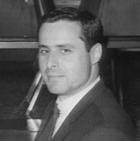
Исследователь Питер Бакстун

В 1966 году исследователь венерических заболеваний Питер Бакстун из Сан-Франциско написал письмо в отдел венерических исследований, где выразил озабоченность по поводу этичности «Исследования в Таскиги». Центр по контролю заболеваний (CDC), который к тому времени контролировал исследование, подтвердил необходимость продолжать исследования до его логичного завершения (до смерти всех объектов исследования и их вскрытия). Чтобы укрепить свои позиции, CDC искали и получили поддержку в продолжении исследований от местного отделения Национальной медицинской ассоциации (объединяющей афро-американских врачей) и Американской медицинской ассоциации (АМА).

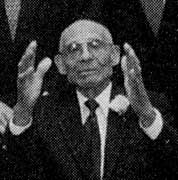
Выживший Чарли Поланд

Уильям Картер Дженкинс, статистик, работавший в Службе общественного здравоохранения, основал и редактировал журнал Drum, информационный бюллетень, посвящённый прекращению расовой дискриминации. Он опубликовал в своём журнале статью, призывающую к прекращению исследования. Но это не привело к какому-нибудь результату.

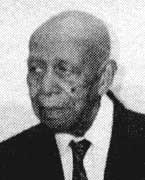
Выживший Герман Шау

Но Питер Бакстун не прекратил свои усилия и, наконец, смог напечатать статью в газете Washington Star 25 июля 1972 года. На следующий день она также вышла на первых полосах газеты New York Times. Сенатор Эдвард Кеннеди созвал слушания в конгрессе США, на котором Бакстун и чиновники HEW дали показания. В результате протестов общественности в 1972 году, CDC и PHS назначили специальную консультативную группу для оценки данного исследования. Она дала вердикт, что исследования были необоснованны с медицинской точки зрения и распорядилась о его прекращении. В рамках урегулирования иска, впоследствии поданного в NAACP, правительство США заплатило 9 миллионов долларов и согласилось предоставить бесплатную медицинскую помощь оставшимся в живых участникам, а также оставшимся в живых членам семьи, инфицированным в результате исследования.

## Последствия
К моменту прекращения эксперимента, в живых из 399 людей, на которых проводились исследования, осталось лишь 74. 28 умерли от сифилиса, 100 — от осложнений, вызванных им. Было заражено 40 их жён и 19 детей, родившихся с врождённым сифилисом.
В 1974 году Конгресс принял Национальный Закон о научных исследованиях и создал комиссию, регулирующую правила исследований с участием человека. 16 мая 1997 года президент Билл Клинтон официально извинился и провёл торжественную церемонию для участников исследования в Таскиги:

Что было сделано, не может быть изменено. Но мы можем положить конец молчанию. Мы можем признать свои ошибки. Мы можем посмотреть вам в глаза и, наконец, сказать от имени американского народа, что правительству Соединённых Штатов стыдно, и я прошу прощения … Я хочу сказать нашим афро-американским гражданам, мне очень жаль, что федеральное правительство организовало исследование явно расистской направленности
Оригинальный текст (англ.)What was done cannot be undone. But we can end the silence. We can stop turning our heads away. We can look at you in the eye and finally say on behalf of the American people, what the United States government did was shameful, and I am sorry ... To our African American citizens, I am sorry that your federal government orchestrated a study so clearly racist.

В церемонии в Белом доме приняли участие пять из восьми выживших в исследовании.

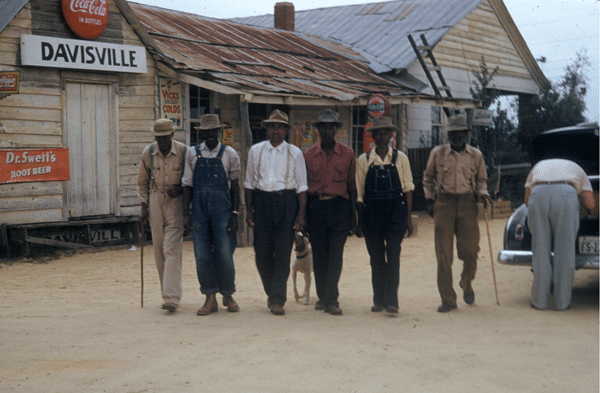
Группа участников исследования

Исследование в Таскиги значительно подорвало доверие чёрного сообщества к общественному здравоохранению в Соединённых Штатах Америки. Среди афроамериканцев распространено представление о том, что СПИД — это одна из форм геноцида, этот миф связан как с длительным расовым неравенством, так и с конспирологической теорией о расовой вражде белых и чёрных. Теория заговора утверждает, что правительство способствует злоупотреблению наркотиками в чёрном сообществе, используя ВИЧ как оружие в расовой войне. В результате многие не доверяют врачам и не хотят участвовать в таких программах, как пожертвования органов после смерти. Исследование также внесло свой вклад в нежелание многих бедных афроамериканцев получать обычную профилактическую помощь.
В 1990 году на Конференции южного христианства провели опрос среди 1056 афроамериканцев-членов церкви в пяти городах США. Они обнаружили, что 34 % респондентов считают, что ВИЧ является искусственным вирусом, 35 % считают, что ВИЧ является одной из форм геноцида, а также 44 % считают, что правительство не говорит правду о ВИЧ и СПИДе.
Результаты этого и других исследований и экспериментов над людьми в США привели к созданию Национальной комиссии по защите прав субъектов биомедицинских и поведенческих исследований и принятию Закона о национальных исследованиях.
В 2005 году были обнародованы документы, подтверждавшие, что в 1946—1948 годах Соединённые Штаты проводили аналогичное исследование сифилиса на гражданах Гватемалы, к которому были причастны доктор Джон Катлер, также вовлечённый в эксперимент в Таскиги, и ряд гватемальских чиновников. Жертвой гватемальского эксперимента стали по меньшей мере 83 человека.

## Оценка научного сообщества
Обсуждается, является ли данное исследование наиболее значительной причиной, по которой многие афроамериканцы не доверяют институтам медицины и здравоохранения. Согласно работе Корби-Смита и его коллег, хотя те афроамериканцы, которые не доверяют медицине, знают о том, что эксперимент в Таскиги был нарушением прав человека, они не доверяют медицине, имея неверное представление об исторических фактах исследования. Фреймут и его коллеги предполагают, что среди афроамериканцев мало тех, кто имеет верное представление об исследовании в Таскиги, есть проблема непонимания и недоверия к информированному согласию, и что недоверие к [белым] исследователям значительно препятствует набору новых испытуемых для участия в тестировании препаратов.
Две группы исследователей в университете Джонса Хопкинса обсудили последствия, которые исследование оказало на чернокожих и их готовность принять участие в медицинских исследованиях.
Считается, что открытый и честный диалог об этом эксперименте поможет снизить недоверие афроамериканцев к медицине и улучшить просвещение о ВИЧ/СПИД среди них.

## В культуре
- Дети мисс Эверс (фильм 1997 года)

### Первичные источники
- Caldwell, J. G; E. V. Price, et al. Aortic regurgitation in the Tuskegee study of untreated syphilis (англ.) // J Chronic Dis[англ.] : journal. — 1973. — Vol. 26, no. 3. — P. 187—194. — doi:10.1016/0021-9681(73)90089-1. — PMID 4695031.
- Hiltner, S. The Tuskegee Syphilis Study under review (неопр.) // Christ Century. — 1973. — Т. 90, № 43. — С. 1174—1176. — PMID 11662609.
- Kampmeier, R. H. The Tuskegee study of untreated syphilis (англ.) // South Med J[англ.] : journal. — 1972. — Vol. 65, no. 10. — P. 1247—1251. — PMID 5074095.
- Kampmeier, R. H. Final report on the "Tuskegee syphilis study (англ.) // South Med J[англ.] : journal. — 1974. — Vol. 67, no. 11. — P. 1349—1353. — PMID 4610772.
- Olansky, S.; L. Simpson, et al. Environmental factors in the Tuskegee study of untreated syphilis (англ.) // Public Health Rep[англ.] : journal. — 1954. — Vol. 69, no. 7. — P. 691—698. — PMID 13177831. — PMC 2024316.
- Rockwell, D. H.; A. R. Yobs, et al. The Tuskegee Study of Untreated Syphilis; the 30th Year of Observation (англ.) // JAMA : journal. — 1964. — Vol. 114. — P. 792—798. — PMID 14211593.
- Schuman, S. H.; S. Olansky, et al. Untreated syphilis in the male negro; background and current status of patients in the Tuskegee study (англ.) // J Chronic Dis[англ.] : journal. — 1955. — Vol. 2, no. 5. — P. 543—558. — doi:10.1016/0021-9681(55)90153-3. — PMID 13263393.

Фотокопии документов
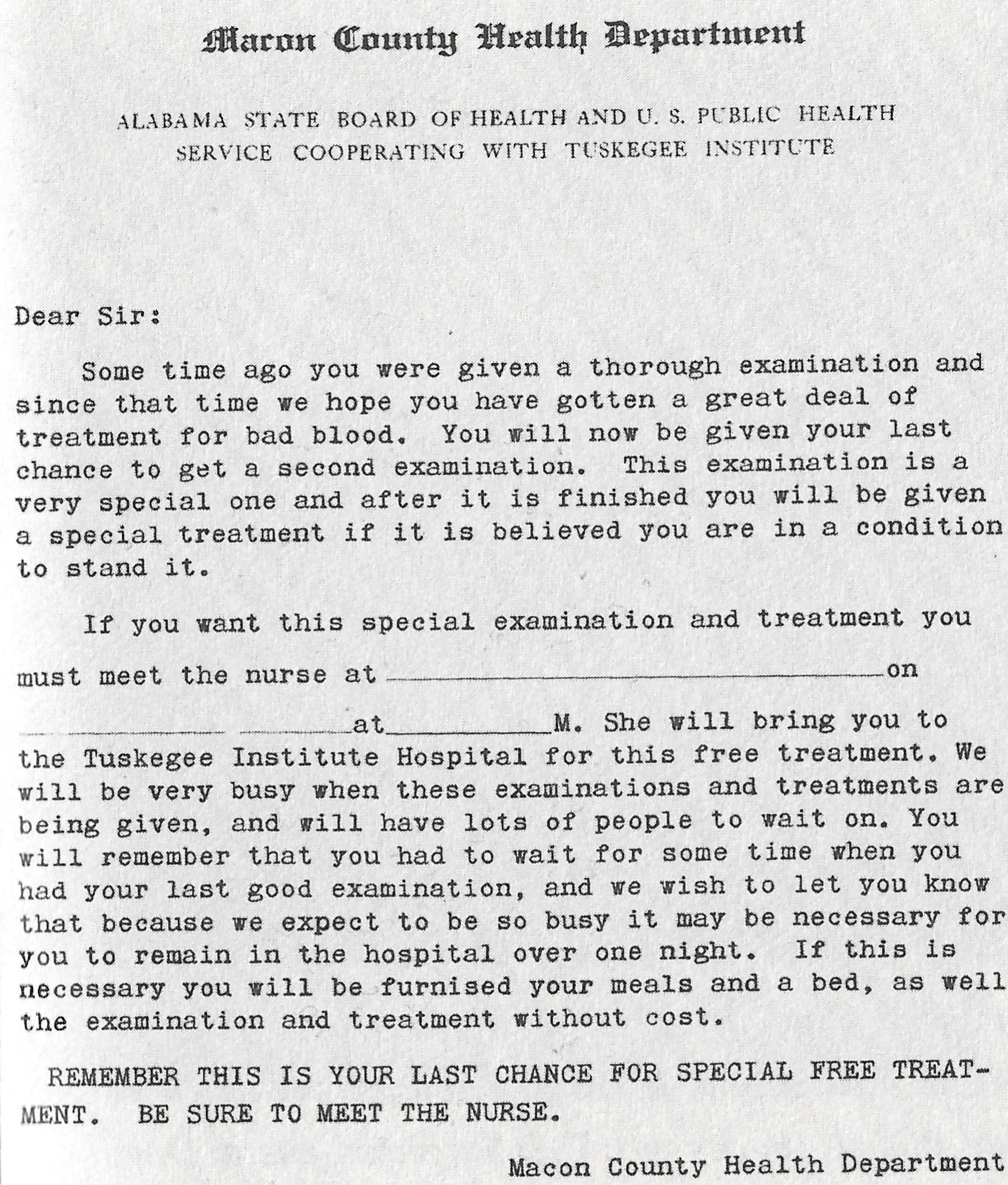
Письмо пациентам с предложением получить "особое обследование", которое на самом деле являлось диагностической люмбальной пункцией.
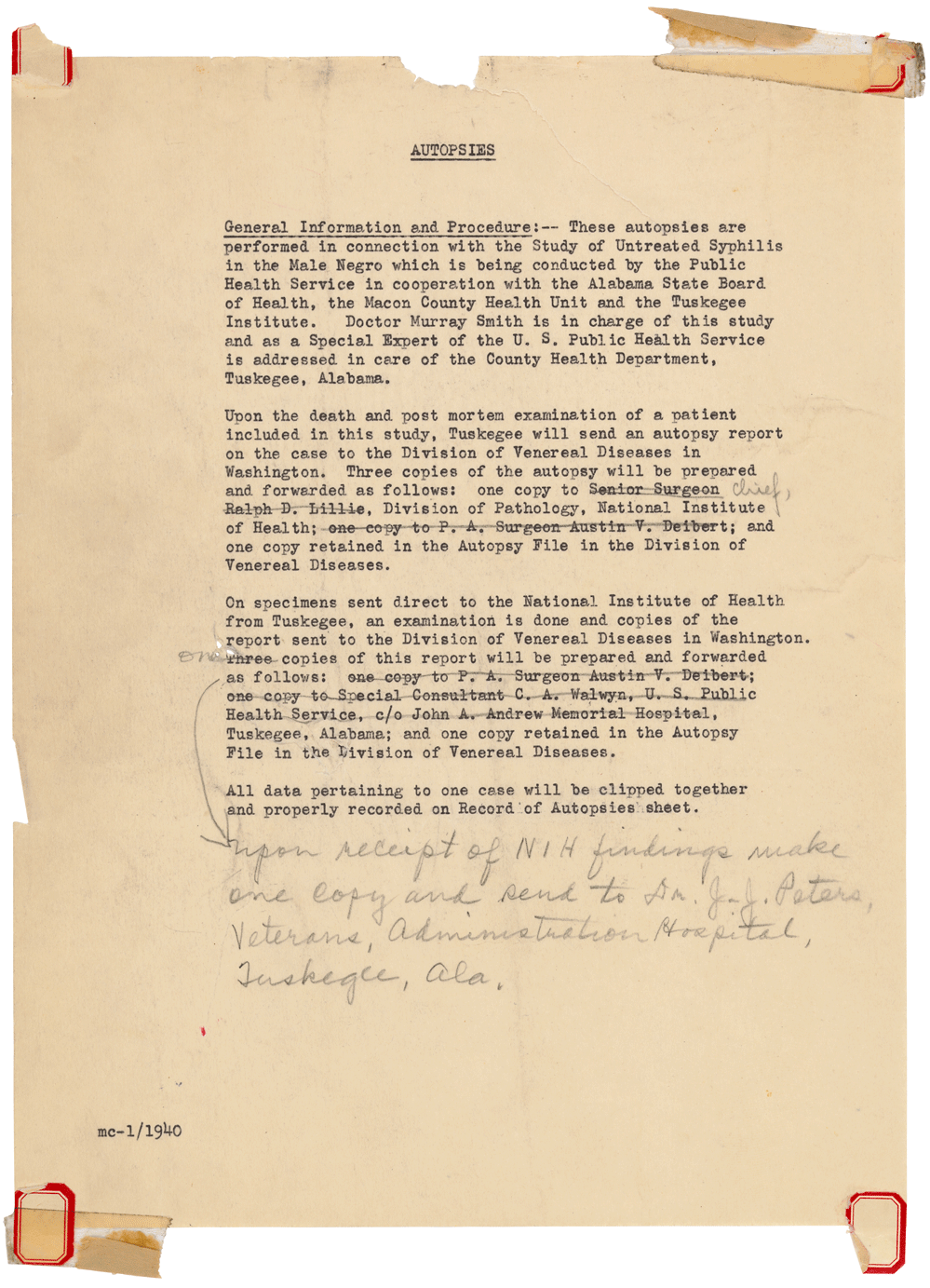
Документ с просьбой чтобы после смерти испытуемых было выполнено вскрытие и результаты были направлены в Национальный институт здоровья.
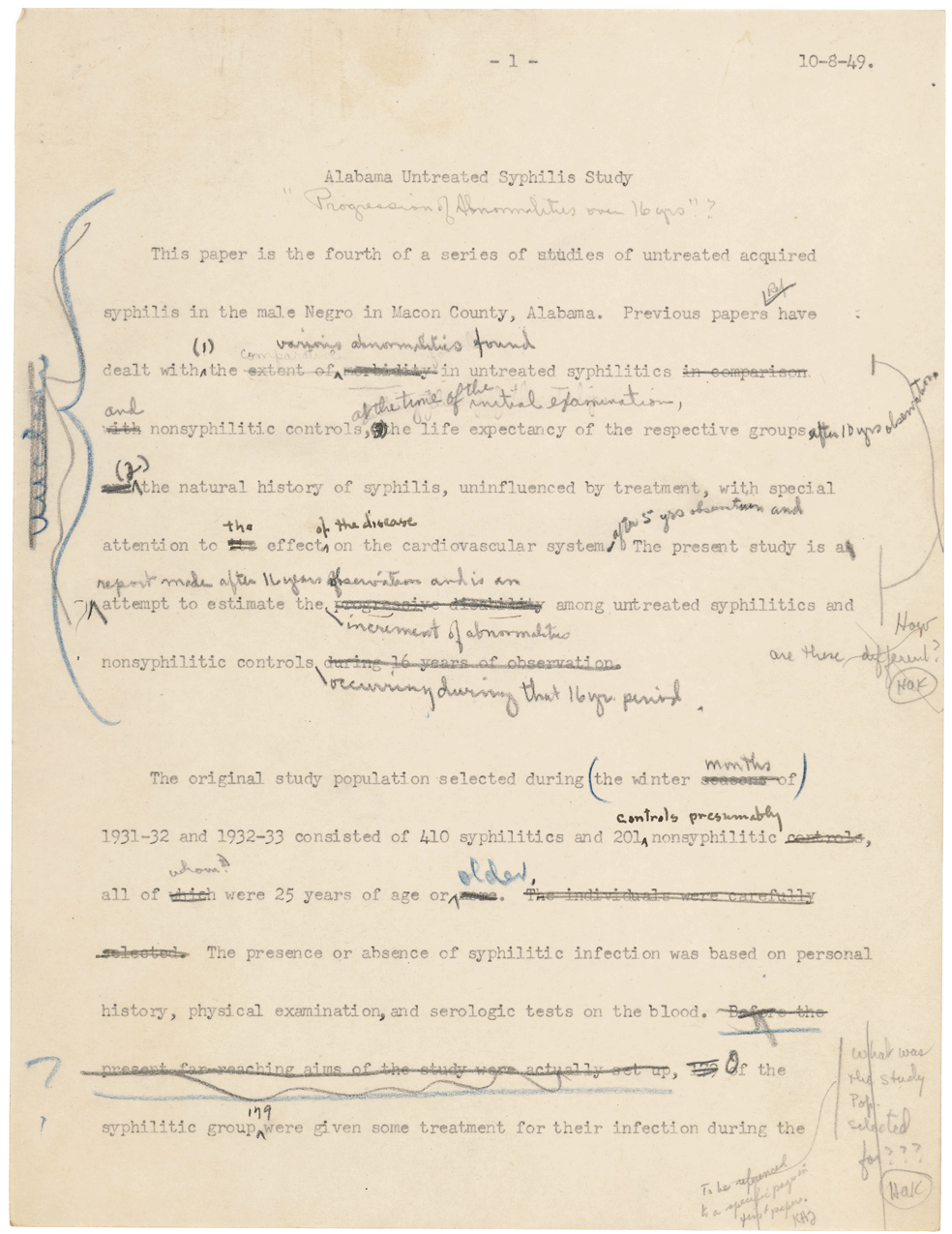
Проект доклада о результатах исследования 1949, страница 1
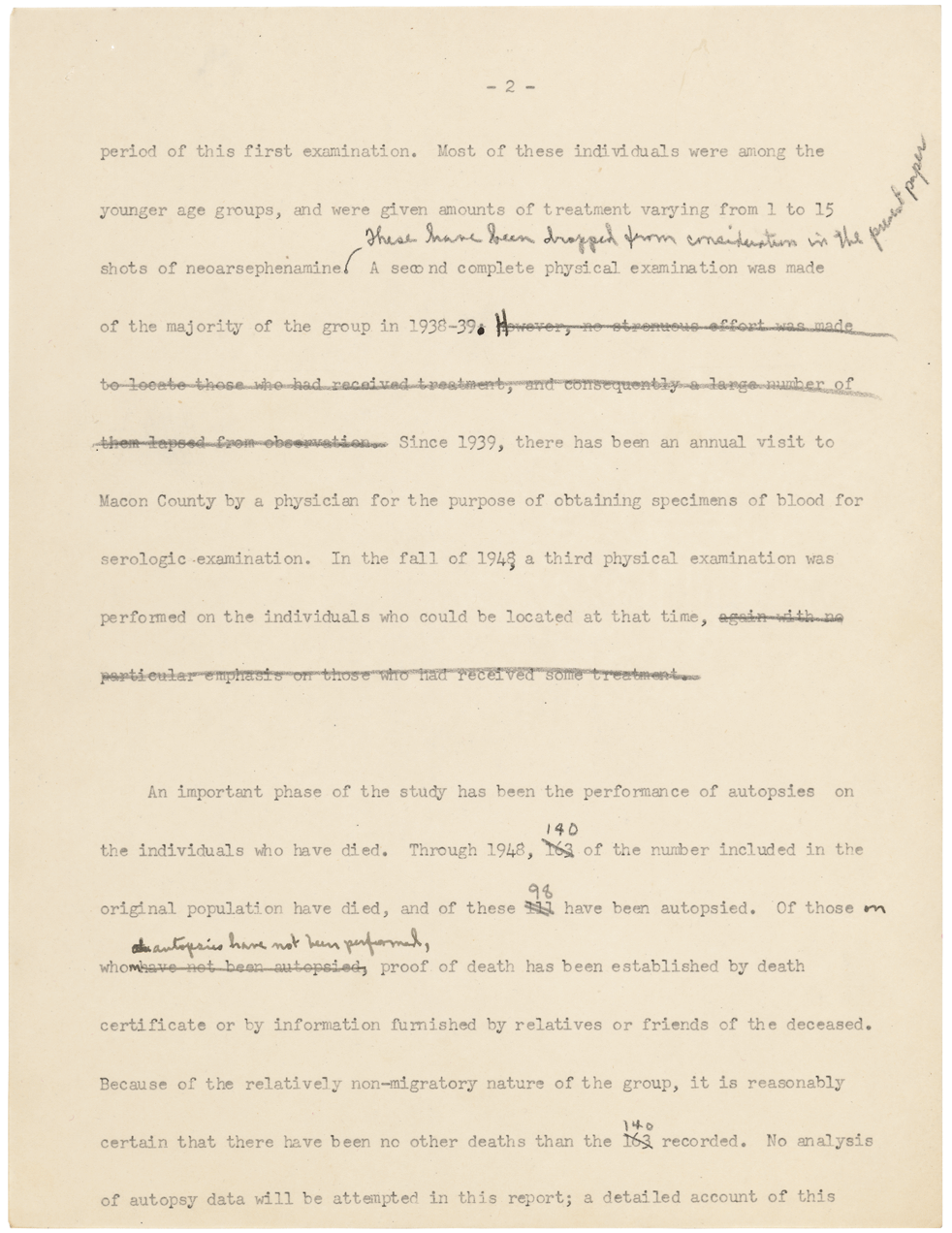
Проект доклада о результатах исследования 1949, страница 2
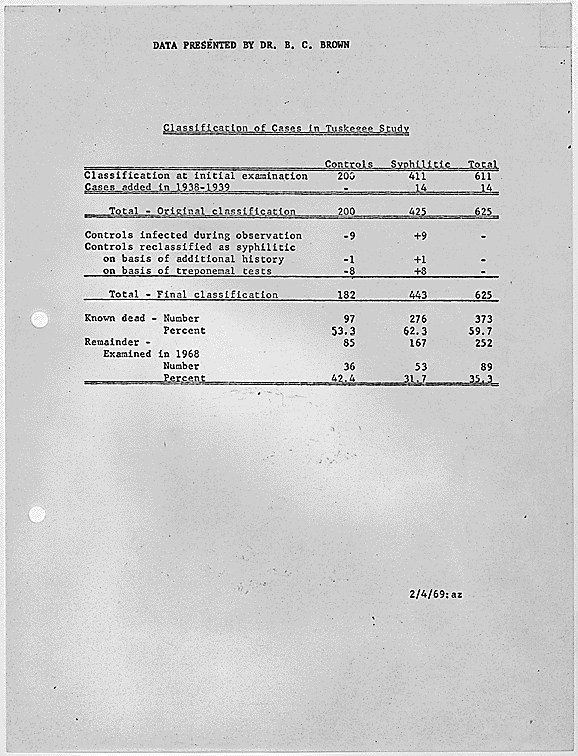
Таблица количества лиц с сифилисом и количество контрольных здоровых пациентов, и сколько их умерло во время экспериментов, 1969,
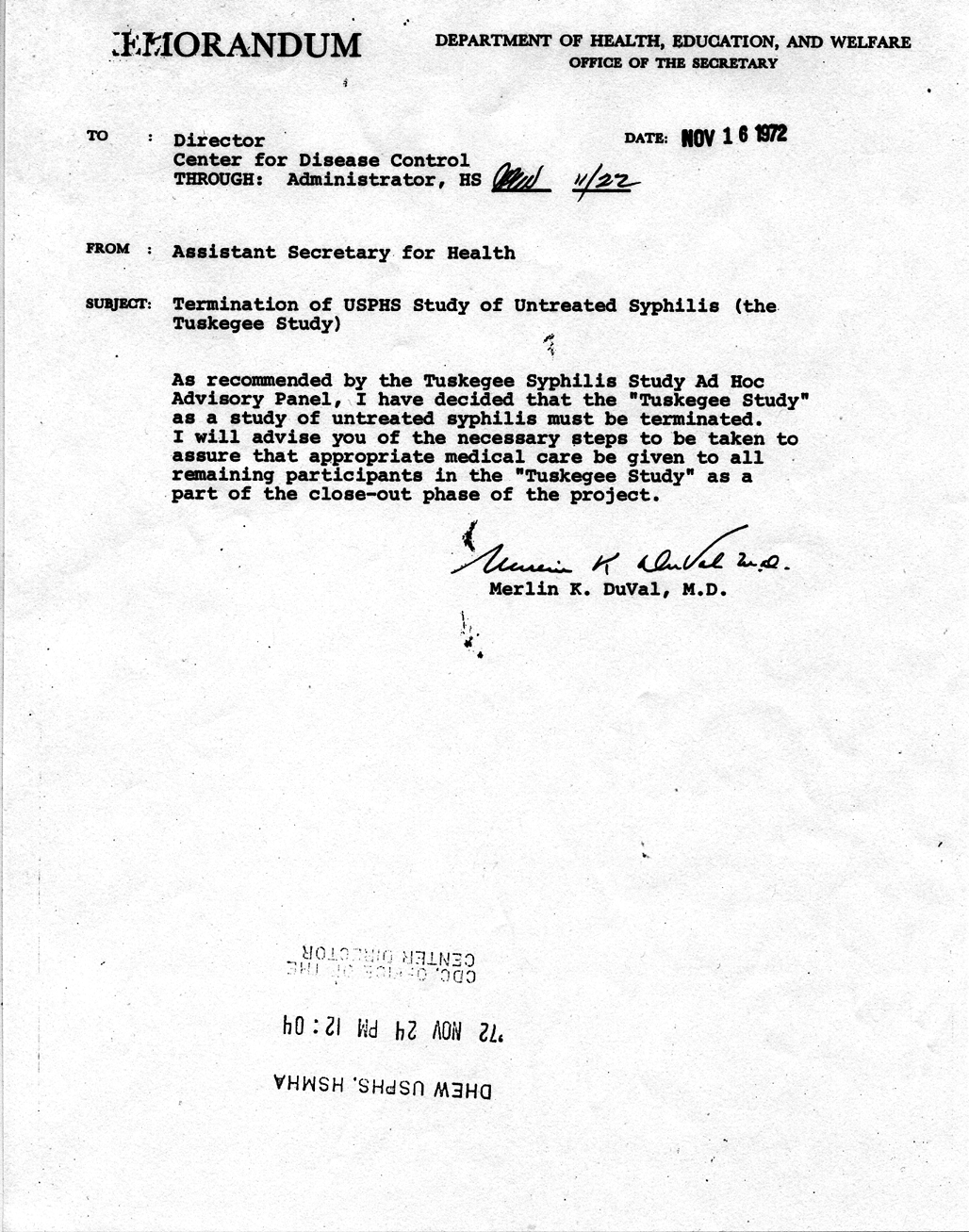
Памятка порядка окончания исследования.

### Вторичные источники
- Gjestland T. "The Oslo study of untreated syphilis: an epidemiologic investigation of the natural course of the syphilitic infection based upon a re-study of the Boeck-Bruusgaard material, " Acta Derm Venereol (1955) 35(Suppl 34):3-368.
- Gray, Fred D. The Tuskegee Syphilis Study: The Real Story and Beyond (англ.). — Montgomery, Alabama: NewSouth Books[англ.], 1998.
- Jones, James H. Bad Blood: The Tuskegee Syphilis Experiment (англ.). — New York: Free Press, 1981.
- The Deadly Deception, by Denisce DiAnni, PBS/WGBH NOVA documentary video, 1993.
- Reverby, Susan M. History of an Apology: From Tuskegee to the White House (англ.) // Research Nurse : journal. — 1998.
- Reverby, Susan M. Tuskegee's Truths: Rethinking the Tuskegee Syphilis Study (англ.). — University of North Carolina Press[англ.]*, 2000.
- Reverby, Susan M. Examining Tuskegee: The Infamous Syphilis Study and its Legacy (англ.). — University of North Carolina Press[англ.]*, 2009.
- Jean Heller (Associated Press), «Syphilis Victims in the U.S. Study Went Untreated for 40 Years» New York Times, July 26, 1972: 1, 8.
- Thomas, Stephen B; Sandra Crouse Quinn. The Tuskegee Syphilis Study, 1932-1972: Implications for HIV Education and AIDS Risk Programs in the Black Community (англ.) // American Journal of Public Health[англ.] : journal. — 1991. — Vol. 81, no. 1503.
- Carlson, Elof Axel. Times of triumph, times of doubt : science and the battle for the public trust (англ.). — Cold Spring Harbor Press[англ.], 2006. — ISBN 0-87969-805-5.
- Washington, Harriet A. Medical Apartheid: The Dark History of Medical Experimentation on Black Americans From Colonial Times to the Present (англ.). — 2007.